# Коллоредо-Вальдзее, Франц де Паула фон
Франц де Паула фон Коллоредо-Вальдзее (нем. Franz de Paula von Colloredo-Waldsee; 29 октября 1799, Вена — 26 октября 1859, Цюрих) — австрийский посол в России в 1843—1847 и 1851—1852 годах.

## Биография
Родился в 1799 году в Вене. Сын австрийского министра из рода Коллоредо. Был назван в честь Святого Франциска из Паолы (Франц де Паола). В шестилетнем возрасте лишился отца, после чего за воспитанием мальчика следил лично император Франц I. В  юношеском возрасте Франц ди Паула поступил офицером в армию, но уже в 1820 году избрал дипломатическую карьеру. В 1830 году он был назначен австрийским послом в Дрездене (столице Королевства Саксония), в 1837 году — послом в Мюнхене (столица Королевства Бавария). В 1843 году был назначен послом в Санкт-Петербурге и оставался на этой должности вплоть до 1847 года.
В условиях революции 1848 года в Германии фон Коллоредо-Вальдзее представлял австрийское правительство во Франкфуртском национальном собрании. В 1849 году он был послом в Лондоне, в 1851—52 годах — второй раз послом в Санкт-Петербурге, в 1852—56 годах (во время Крымской войны) — снова в Лондоне, с 1856 года — в Ватикане.
Скончался в 1859 году в Цюрихе.

## Собственность и поместья

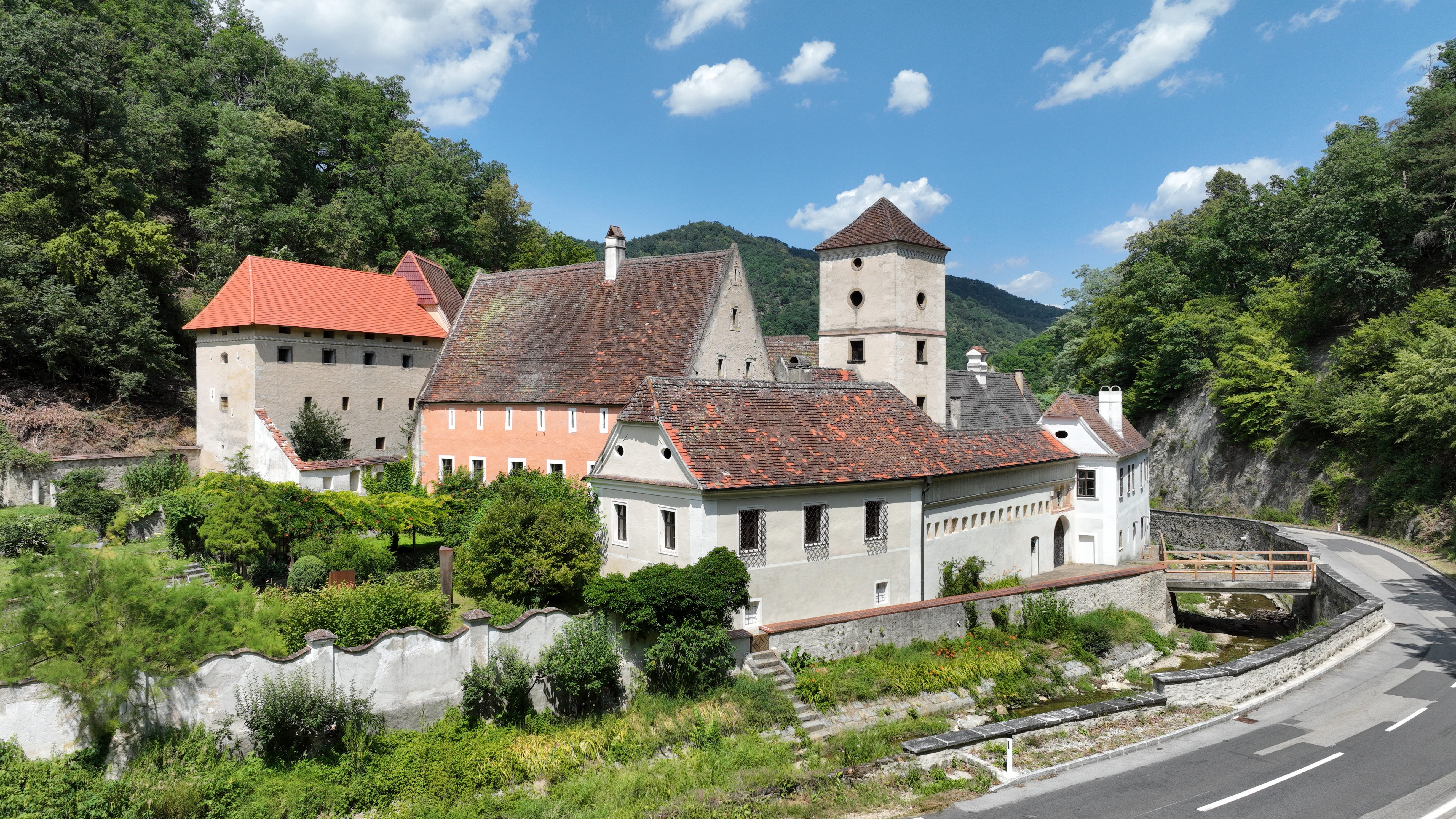
Вид замка (аббатства) Аггсбах в настоящее время.

Франц де Паула фон Коллоредо-Вальзее приумножил семейные владения тем, что продал менее доходное поместье, прибавил денег, и приобрёл более значительное. Украшением приобретённых земельных владений являлся замок Аггсбах, перестроенный из картезианского монастыря. По состоянию на 2024 год часть прежнего замка Франца Коллоредо занимает австрийская художница, представительница современного искусства, которая организовала в здании частный музей; вторая часть возвращена картезианцам.